# 阿特伍德数
阿特伍德数（Atwood number，A）是流體力學中的一個無量綱量，和研究密度分層流中的流体动力不稳定性有關，定義為二流體密度的比值： 
{\displaystyle A={\frac {\rho _{1}-\rho _{2}}{\rho _{1}+\rho _{2}}}}
其中
- {\displaystyle \rho _{1}} 為較重流體的密度，
- {\displaystyle \rho _{2}} 為較輕流體的密度。

不論在研究和重力、慣性力有關的瑞利泰勒不穩定性或是和激波有關的里克特迈耶－梅什科夫不稳定性中，阿特伍德数都是其中的重要參數。
在瑞利泰勒不穩定性中，較重流體泡泡穿透較輕流體的距離是時間的函數，即 {\displaystyle Agt^{2}}，其中 {\displaystyle g} 是重力加速度而 {\displaystyle t} 是時間。